# Chiesa di Santa Maria Maddalena (Palermo)

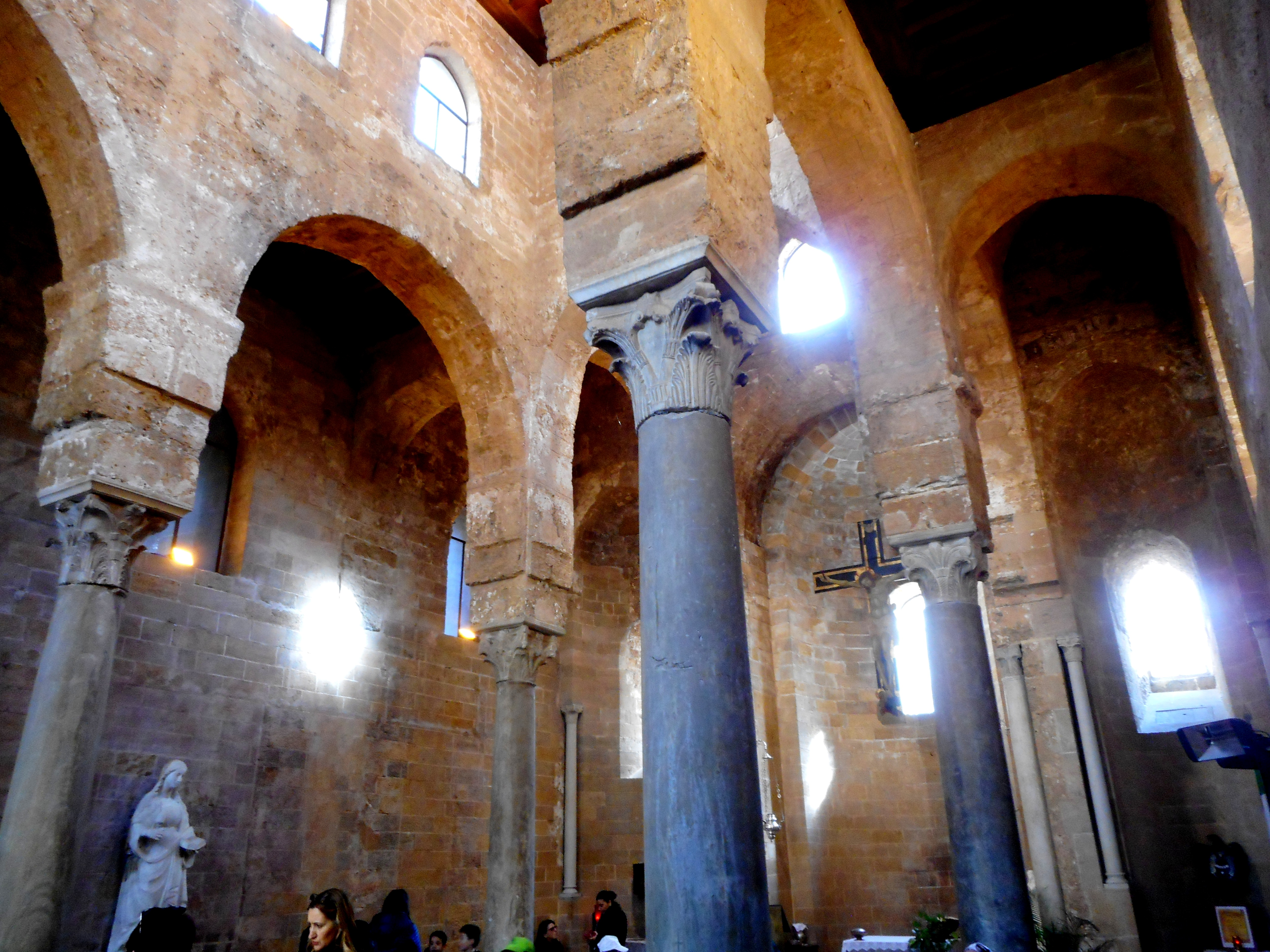
Interno.

La chiesa di Santa Maria Maddalena è un edificio di culto cattolico situato nel centro storico di Palermo e appartenente all'insieme monumentale del quartiere militare di San Giacomo.

## Ubicazione
Con la denominazione di Santa Maria Maddalena di Xalca o Alga,, la chiesa sorse nella zona fortificata ad occidente della città, nota col nome di "Galka" (da al-Halqah, ovvero il "recinto"), l'antica cittadella fortificata difesa da mura di origine epoca punica e dominata dal Kasr, il castello degli emiri arabi divenuto poi residenza dei re normanni.
Con la lenta trasformazione della "Galka" e la fusione col resto della città, la chiesa fu inglobata nel quartiere militare di San Giacomo o "degli Spagnoli", l'area che si estende dal Cassaro fino al Papireto, dal 1622 utilizzata dalle truppe spagnole di stanza a Palermo.
La chiesa e il seicentesco convento francescano occupano l'area delimitata a sud dalla strada del Cassaro (corso Vittorio Emanuele) vicino a Porta Nuova.

## Storia

### Epoca normanna
Nel 1130 esisteva una più antica cappella dedicata a Maria Maddalena, fatta edificare da Elvira di Castiglia, prima moglie di Ruggero II di Sicilia, affinché ospitasse le sue spoglie e quelle dei conti, duchi, principi, re e regine normanni. La cappella era contigua al lato sud della primitiva cattedrale, fatta costruire dal vescovo Vittore nel 592, e approssimativamente opposta alla cappella dell'Incoronazione. Recenti ipotesi identificano il sito dell'antica cappella con quello oggi occupato dalla sacrestia dei canonici. 
Nel 1140 il luogo di culto godeva di privilegi e concessioni.
Nel 1187, la cappella fu demolita dall'arcivescovo Gualtiero Offamilio, su autorizzazione di Guglielmo II di Sicilia. Il progetto, legato alla ricostruzione della nuova cattedrale, mirava a ricostruire la cappella poco più distante, verosimilmente duplicandone la forma ed utilizzando gran parte del materiale di risulta. A fabbrica ultimata vi furono trasferiti temporaneamente i sacelli sepolcrali dei principi normanni, nell'attesa che si terminasse la costruzione della nuova cattedrale, dove avrebbero trovato definitiva collocazione. Guglielmo I di Sicilia già sepolto nella chiesa ipogea di Santa Maria delle Grazie della Cappella Palatina, la moglie Margherita di Navarra e i loro figli, Ruggero IV duca di Puglia, Roberto principe di Capua, Enrico principe di Capua, lo stesso Guglielmo II di Sicilia, a lavori conclusi furono traslati o sepolti nella coeva costruzione del Duomo di Monreale.
Già dalla sua fondazione la chiesa era suffraganea e unita alla Cappella Palatina, godeva di Patronato regio per privilegio concesso da Ruggero II.

### Epoca aragonese
Nel 1382 veniva istituita nella chiesa la Congregazione di Santa Maria Maddalena.

### Epoca spagnola
Il 5 luglio 1608 l'edificio passò ai padri dell'Ordine dei frati minori, che la ottennero per istanza presentata al viceré di Sicilia don Juan Manuel Fernández Pacheco, marchese di Vigliena, duca d'Escalona.
Nel 1622 il viceré di Sicilia Emanuele Filiberto di Savoia edificò il quartiere e l'Ospedale di San Giacomo. L'area comprendeva oltre gli edifici militari, tre luoghi di culto: la chiesa di Santa Maria Maddalena d'epoca normanna, la chiesa di San Giacomo dei Militari del 1482, la chiesa di San Paolo d'Alga al Piano di San Paolo del 1312.
Obbligati i religiosi ad abbandonare la chiesa nel 1648, il viceré di Sicilia cardinale Teodoro Trivulzio assegnò loro la chiesa dei Santi Cosma e Damiano.
L'aggregato preposto alla difesa del Palazzo dei Normanni e degli edifici compresi nella paleopolis, nel 1650 fu ulteriormente recintato dal viceré di Sicilia Giovanni d'Austria. Due varchi consentivano l'accesso alla piazza d'armi: uno posto sul Cassaro di fronte ai baluardi della reggia, l'altro volto ad oriente.

### Epoca contemporanea
Il Quartiere militare di San Giacomo non è facilmente accessibile, la chiesa non visibile all'esterno è pertanto difficilmente visitabile se non in particolari ricorrenze.

## Opere

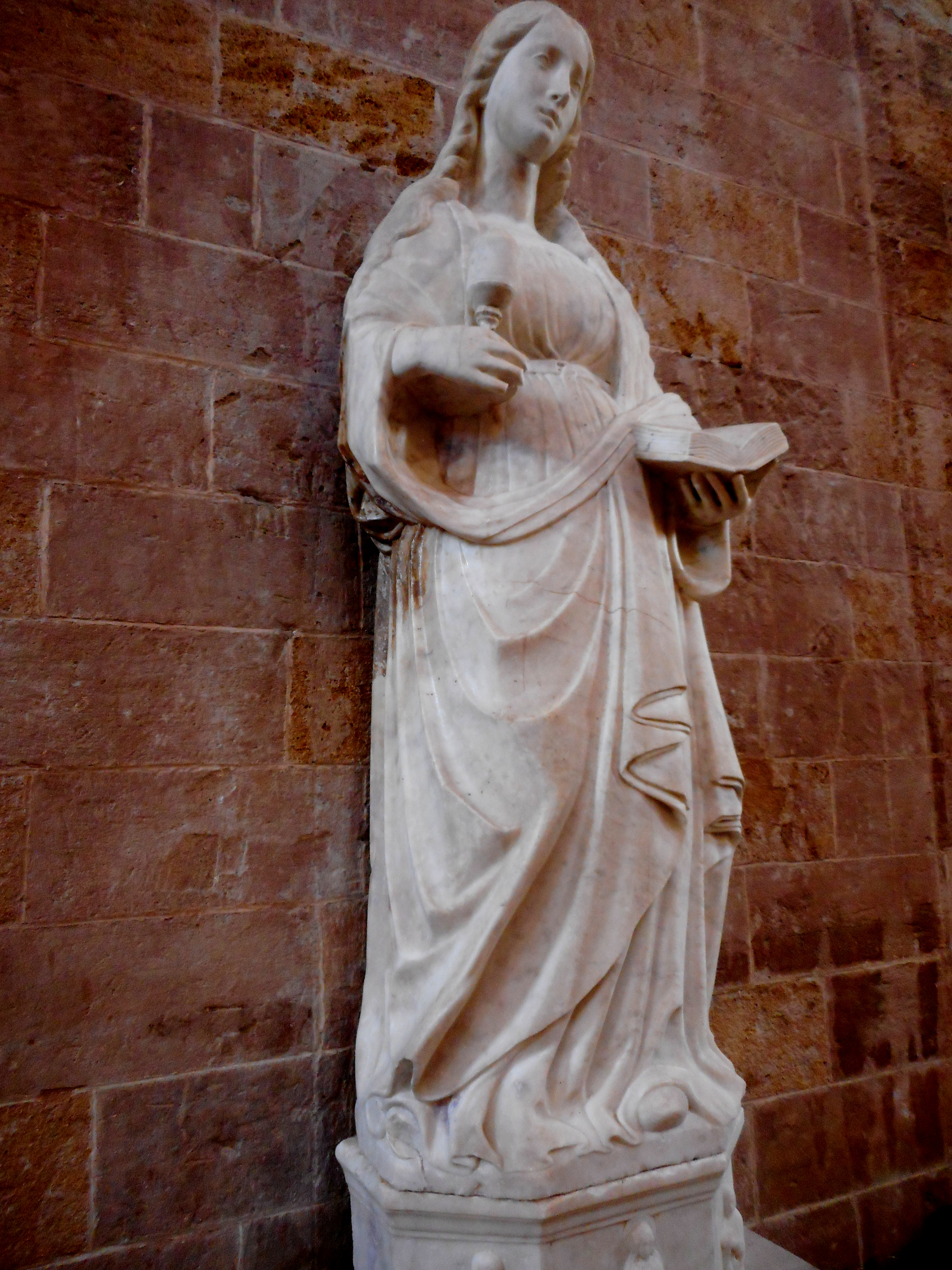
Statua della Maddalena

- Statua della MaddalenaStatua marmorea di bottega gaginiana raffigurante Santa Maria Maddalena, documentata all'esterno, oggi collocata all'interno del tempio.[6]
- Portale d'ingresso in stile rinascimentale.[6]

## Jalca
Tommaso Fazello documenta le seguenti chiese:
- Chiesa di San Giovanni Battista,
- Chiesa di Santa Barbara,
- Chiesa di San Constantino da Jalca.